# Chabuata rudis
Chabuata rudis är en fjärilsart som beskrevs av Walker 1858. Chabuata rudis ingår i släktet Chabuata och familjen nattflyn. Inga underarter finns listade i Catalogue of Life.